# Enrico Bertone
Enrico Bertone (Itàlia, 24 de setembre de 1958) és un pilot de ral·li italià que ha estat guanyador en dos ocasions del Campionat d'Europa de Ral·lis els anys 1995 i 1999. També ha participat al Campionat del Món de Ral·lis i al Campionat d'Itàlia de Ral·lis. A més a més, ha estat guanyador del Campionat de la República Txeca de Ral·lis l'any 1995 i del Campionat d'Eslovàquia de Ral·lis l'any 1998.

## Trajectòria
Bertone realitza ral·lis des de l'any 1984, disputant proves tant del Campionat d'Europa de Ral·lis com del Campionat d'Itàlia de Ral·lis. L'any 1992 participa per primer cop en un ral·li del Campionat Mundial de Ral·lis, disputant el Ral·li de la Gran Bretanya amb un Lancia Delta HF Integrale.
La temporada 1994 guanyaria el Ral·li de Catalunya amb un Toyota Celica Turbo 4WD. Aquella temporada, el ral·li català era puntuable al Campionat Mundial de Ral·lis, però solament a la categoria 2 litres.
L'any 1995, a bord del Toyota Celica Turbo 4WD, guanya el Campionat d'Europa de Ral·lis i el Campionat de la República Txeca de Ral·lis, guanyant força proves d'ambdos certamens, com el Ral·li d'Alemanya o el Ral·li de Bohèmia. Amb aquest mateix vehicle també guanyaria el Campionat d'Eslovàquia de Ral·lis l'any 1998.
La temporada 1999 guanyaria el seu segon títol europeu de ral·lis amb un Renault Mégane Maxi.